# 町田進一郎
町田 進一郎（まちだ しんいちろう、1884年〈明治17年〉12月13日 - 1936年〈昭和11年〉3月29日）は、日本の海軍軍人。海兵35期、海大甲種16期。大日本帝国海軍第一水雷戦隊司令官、ナポレオン戦術の第一人者。最終階級は海軍少将。従四位勲三等。

## 経歴

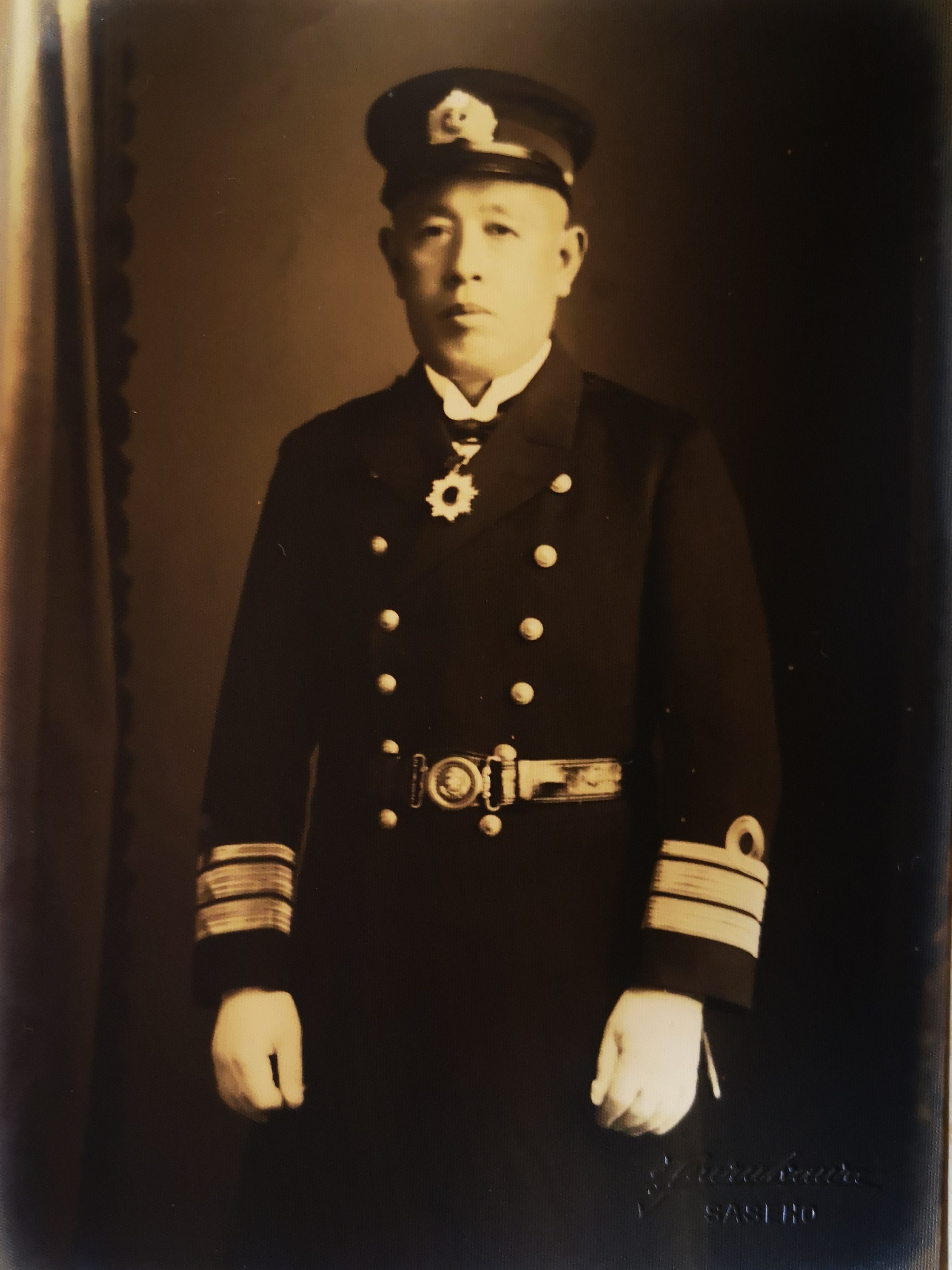
町田進一郎少将

埼玉県出身。父は陸軍一等薬剤官・大阪共立薬学校初代校長を務めた町田伸、母は津留子。5人兄弟姉の長子であった。 
東京府立第一中学校を経て、1904年（明治37年）海軍兵学校35期に入校。1907年（明治40年）11月20日、海兵35期を172人中5番の成績で卒業。海軍少尉候補生となり、巡洋艦「橋立」乗組。1914年（大正3年）第一次世界大戦が勃発し、日本がドイツ帝国に宣戦布告し。町田進一郎は戦艦「河内」の砲術分隊長を務め、青島ドイツ軍陣地への爆撃作戦に参加した。1916年（大正5年）12月1日、海軍大学校の甲種学生16期生となる。1918年（大正9年）海大甲種第16期卒業。1920年（大正9年）12月1日、海軍少佐に昇進。第一次世界大戦後のシベリア出兵の間、町田は駆逐艦初霜の駆逐艦長を務め、ロシア「沿海州」での警戒活動に従事していた。1920年の終戦後、勲四等旭日小綬章を授与されている。

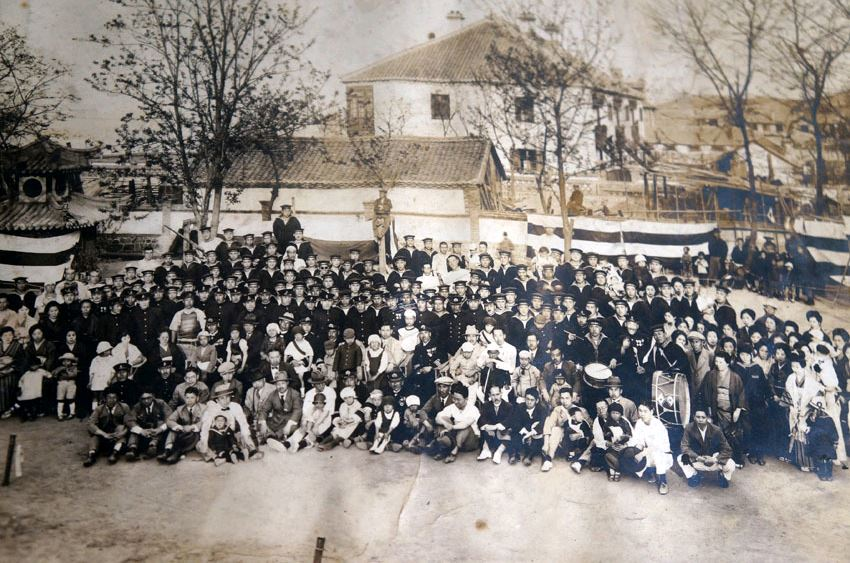
1928年5月に中国青島で撮影された、第9駆逐隊の隊員と居留民の記念写真。

### 山東出兵
1927年（昭和2年）11月15日、町田は第9駆逐隊司令に任命され、12月1日に第九駆逐隊は当時、旅順を本拠地として警備任務に当たっていた第二遣外艦隊に編入された。
1928年（昭和3年）3月、蔣介石の北伐軍は広州を出発し山東省に接近、4月末に10万人の北伐軍が市内に突入したため、支那駐屯軍の天津部隊3個中隊（臨時済南派遣隊）と内地から第6師団の一部が派遣され。町田は、第6師団を運ぶ第33旅団の将兵数千人が青島に上陸する際に、その支援をするよう命令を受けた。27日、第9駆逐隊は青島に到着し、。町田の率いる第9駆逐隊は現地の居留民を保護し、青島に撤退した。その後、第九駆逐隊は山東高角以北の警備に従事した。町田はこの功績により、勲三等旭日中綬章を授与された。

### 艦隊派として

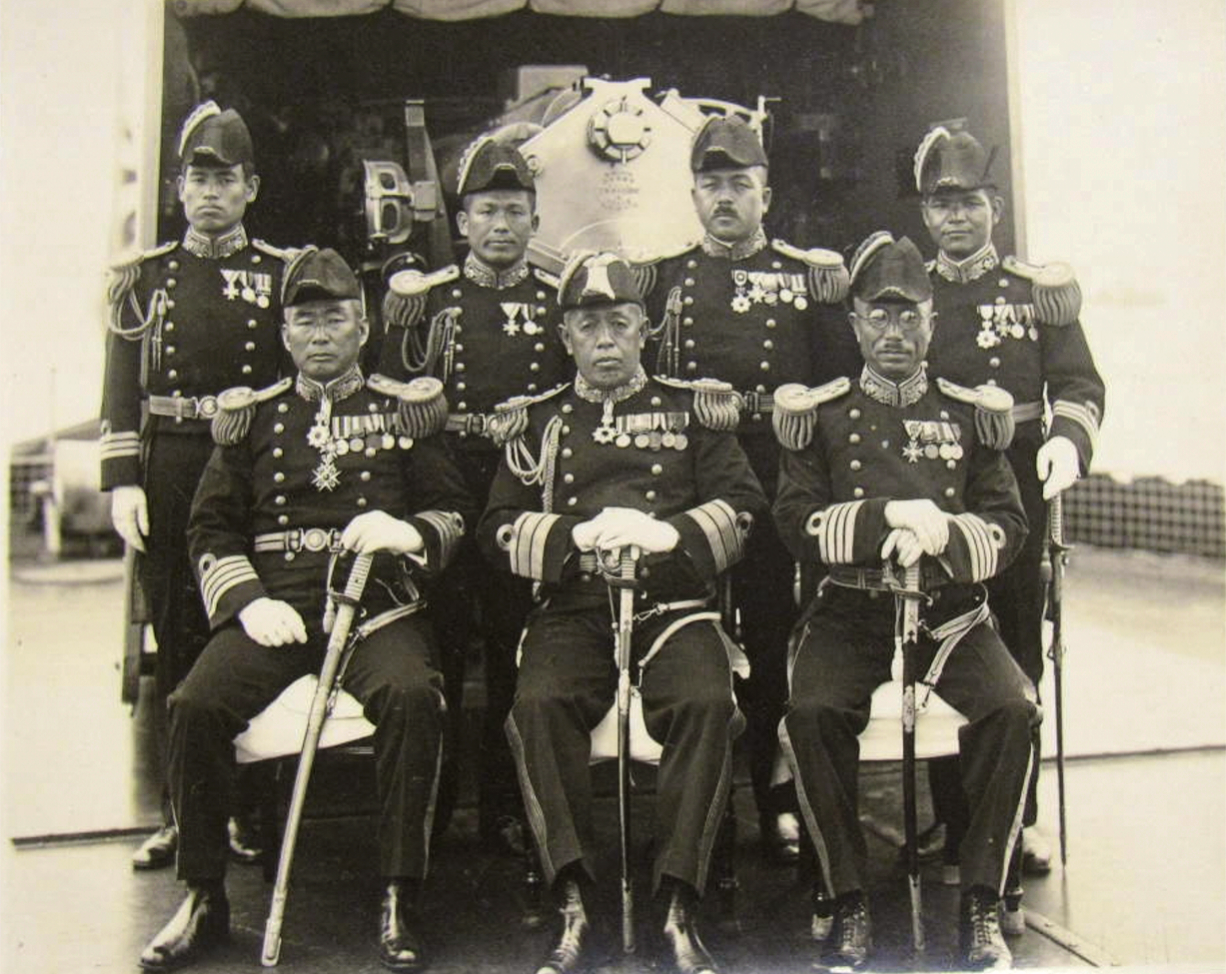
1935年11月に軽巡洋艦阿武隈で撮影された、第一水雷戦隊司令部員。司令官である町田の左は「阿武隈」艦長の栗田健男大佐、右は第一水雷戦隊の機関長津田勝次機関大佐。後列右から二人目は参謀の杉浦嘉十少佐。

1933年（昭和8年）11月、町田は第一水雷戦隊司令官に着任した。当時は、1930年のロンドン海軍軍縮条約批准にあたって統帥権干犯問題として表面化した海軍の条約派と艦隊派の乖離が頂点を迎えており、同年に「省部互渉事務規定」の改訂、大角人事が行われるなど部内では混乱が続いていた。
町田は艦隊派の将星として有名であり、例えば西園寺公望の私設秘書官であった原田熊雄の口述した記録である『西園寺公と政局』の中にその一端が現れている。それによると、｢まず第一に、加藤大将は町田進一郎大佐(第一水雷戦隊司令官)を呼び、艦隊派は結束して強硬な態度をとらなければいかん。｣、｢町田大佐はすぐ艦隊に帰り、第二艦隊の重巡高雄艦長南雲忠一大佐と一緒になって、連合艦隊の各艦長を訪ね、結束して上申書を出せ｣との記述がある。また、町田は1935年頃から盛んに唱えられていた日米開戦必至論者でもあった。町田は対米開戦の強硬派ではなかったが、1935年に原為一大佐に対して、「日米開戦となれば、いま日本海軍には、適当な海上指揮官がいない。多年海上で腕を鍛え、微細のことにも警戒を怠らず、創意に富み、新戦術を得意とする将軍がいない。おれはそれが心配だ。きみたちは若い、大いに海上で、腕を練れ」と話している。。

## 逸話

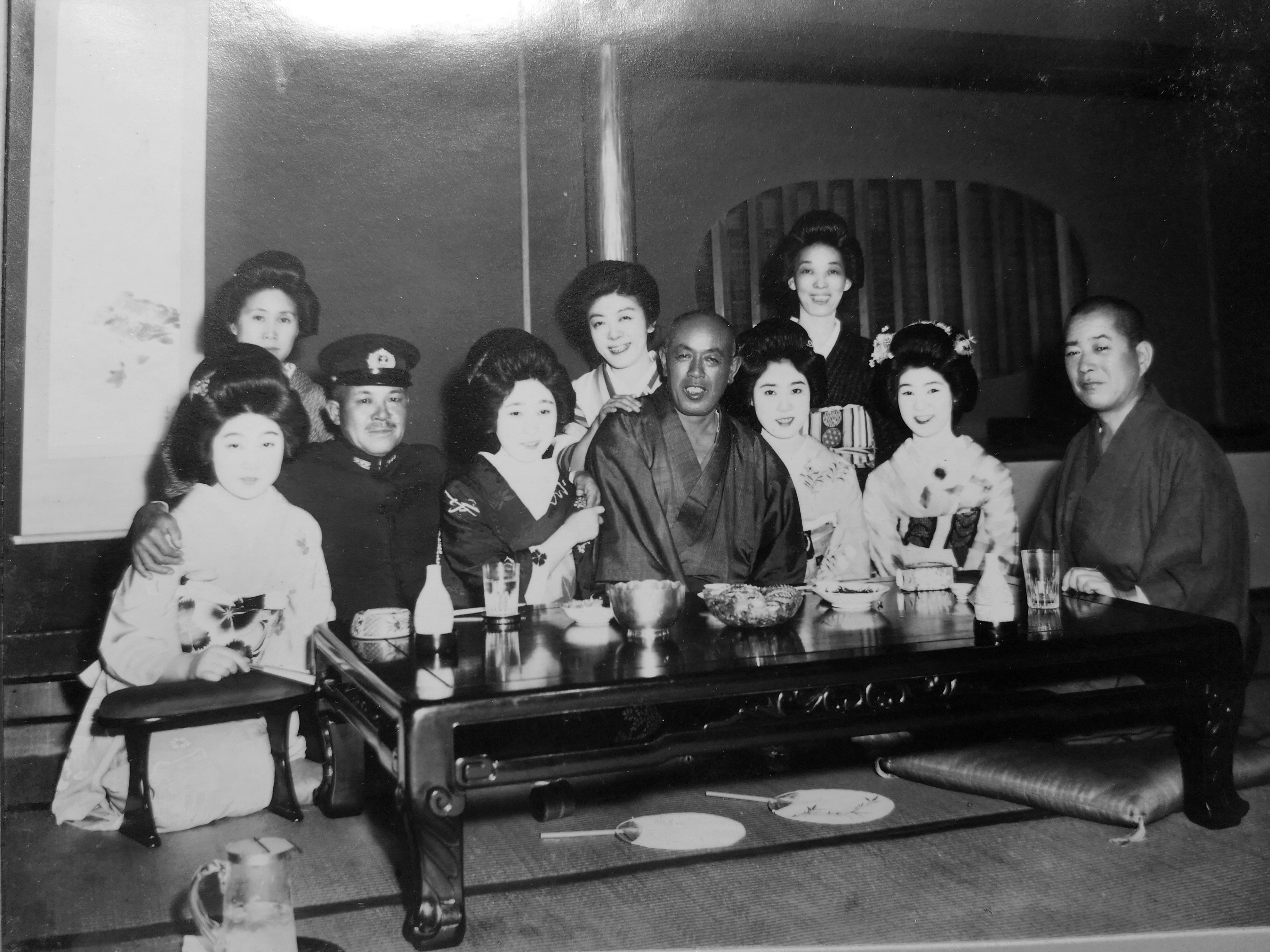
第一水雷戦隊司令官町田進一郎と重巡洋艦高雄艦長南雲忠一。町田と南雲忠一は親友であり、両者は海兵時代から付き合いがあった。

1935年（昭和10年）5月に岩手県沖で行われた演習では、町田は第一水雷戦隊と第二水雷戦隊の連合水雷編隊を指揮しており、演習で南雲忠一艦長の指揮する戦艦山城を撃沈する計画で行動を行っていた。演習では神通と山城が接近し、危険を感じた近藤信竹第一艦隊参謀長がたまらず「艦長、取舵！」と叫んだが、南雲艦長は「参謀長に指揮権はない！面舵一杯！」と怒鳴りつけたと言う。同時に神通もようやく面舵を切り、両艦は衝突を免れた。演習後、町田は神通から「ヒヤヒヤさせるじゃないかいな」と冗談めかした発光信号を南雲に送っている。

## 年表

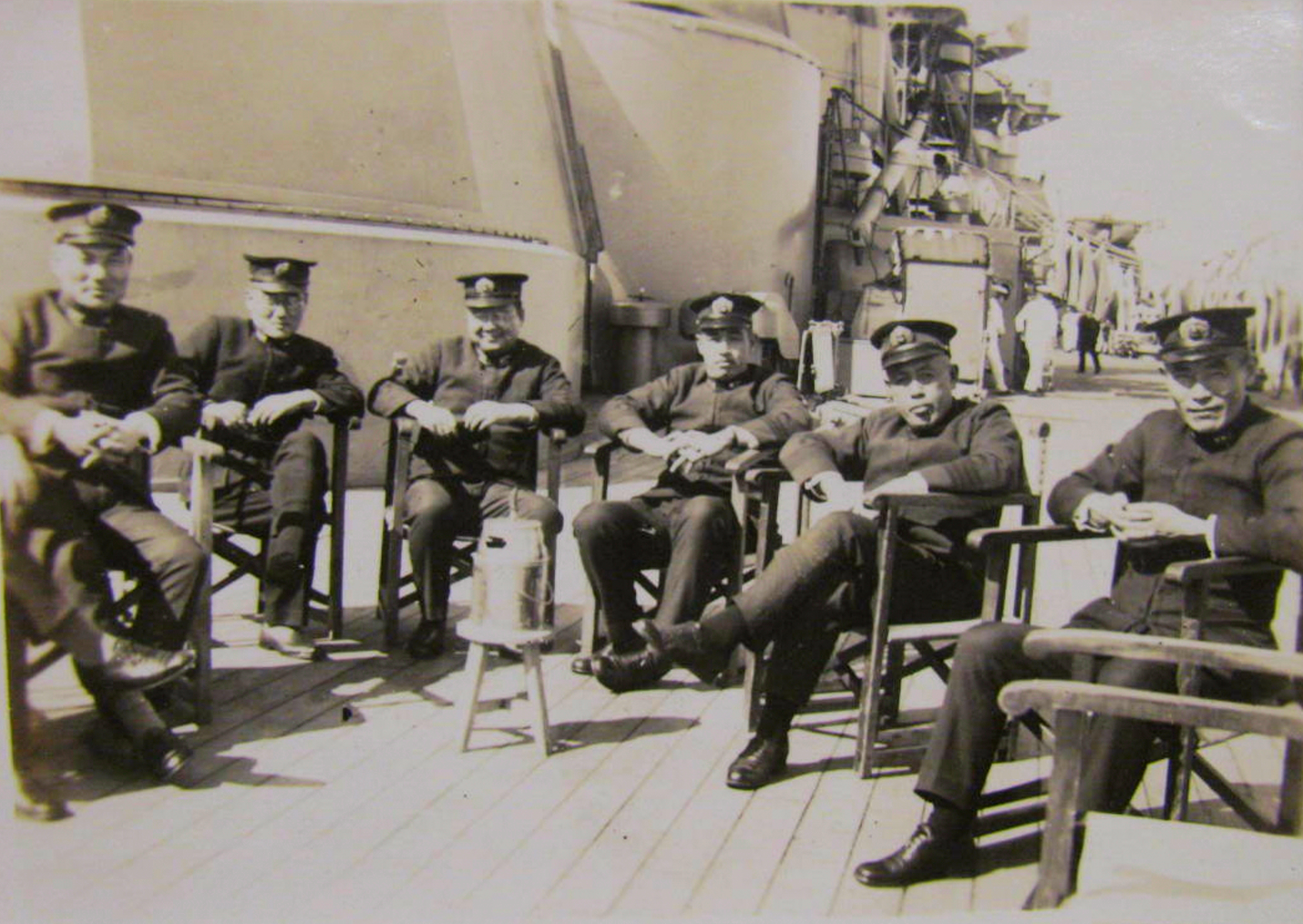
1933年に戦艦日向で撮影された写真、右から副長の宇垣完爾、艦長の町田進一郎、副砲術長の山澄忠三郎、主計長の加藤信夫、分隊長の松田源吾、水雷長の中島千尋。

- 1907年（明治40年）11月20日 - 海軍兵学校卒業（35期）。海軍少尉候補生。練習艦「橋立」乗組
- 1908年（明治41年）
  - 7月28日 - 装甲巡洋艦「日進」乗組
  - 12月25日 - 任 海軍少尉
- 1909年（明治42年）12月25日 - 海軍砲術学校普通科学生
- 1910年（明治43年）
  - 4月20日 - 海軍水雷学校普通科学生
  - 7月31日 - 戦艦「敷島」乗組
  - 12月1日 - 任 海軍中尉
- 1911年（明治44年）4月1日 - 第11艇隊附
- 1912年（明治45年）
  - 5月22日 - 防護巡洋艦「津軽」乗組
  - 11月13日 - 海軍大学校乙種学生
- 1913年（大正2年）
  - 5月24日 - 海軍水雷学校高等科学生
  - 12月1日 - 任 海軍大尉　戦艦「河内」分隊長

- 1915年（大正4年）
  - 1月21日 - 駆逐艦「桜」乗組
  - 12月13日 - 第2艇隊水雷艇「白鷹」艇長 兼 海軍水雷学校教官
- 1916年（大正5年）12月1日 - 海軍大学校甲種学生

- 1918年（大正7年）12月1日 - 駆逐艦「初霜」駆逐艦長
- 1919年（大正8年）
  - 11月1日 - 駆逐艦「初霜」駆逐艦長 兼 海軍水雷学校教官
  - 12月1日 - 任 海軍少佐　駆逐艦「楓」駆逐艦長
- 1920年（大正9年）7月15日 - 装甲巡洋艦「磐手」水雷長 兼 分隊長
- 1921年（大正10年）10月21日 - 装甲巡洋艦「磐手」水雷長 兼 分隊長 兼 参謀本部員

- 1923年（大正12年）
  - 11月1日 - 第二水雷戦隊参謀
  - 12月1日 - 任 海軍中佐
- 1924年（大正13年）12月1日 - 艦政本部員（一部二課） 兼 海軍军需局局員（一課）
- 1925年（大正14年）8月25日 - 重巡洋艦「古鷹」艤装員
- 1926年（大正15年）
  - 3月31日 - 重巡洋艦「古鷹」副長
  - 10月15日 - 海軍大学校教官
- 1927年（昭和2年）11月15日 - 第九駆逐隊司令
- 1928年（昭和3年）12月10日 - 任 海軍大佐　軽巡洋艦「神通」艦長
- 1929年（昭和4年）11月30日 - 第十二駆逐隊司令
- 1930年（昭和5年）12月1日 - 重巡洋艦「古鷹」艦長
- 1931年（昭和6年）12月1日 - 戦艦「扶桑」艦長
- 1932年（昭和7年）12月1日 - 戦艦「日向」艦長
- 1933年（昭和8年）11月15日 - 第一水雷戦隊司令官
- 1934年（昭和9年）11月15日 - 任 海軍少将
- 1935年（昭和10年）11月15日 - 軍令部出仕
- 1936年（昭和11年）3月29日 - 病没、享年51歳

## 栄典

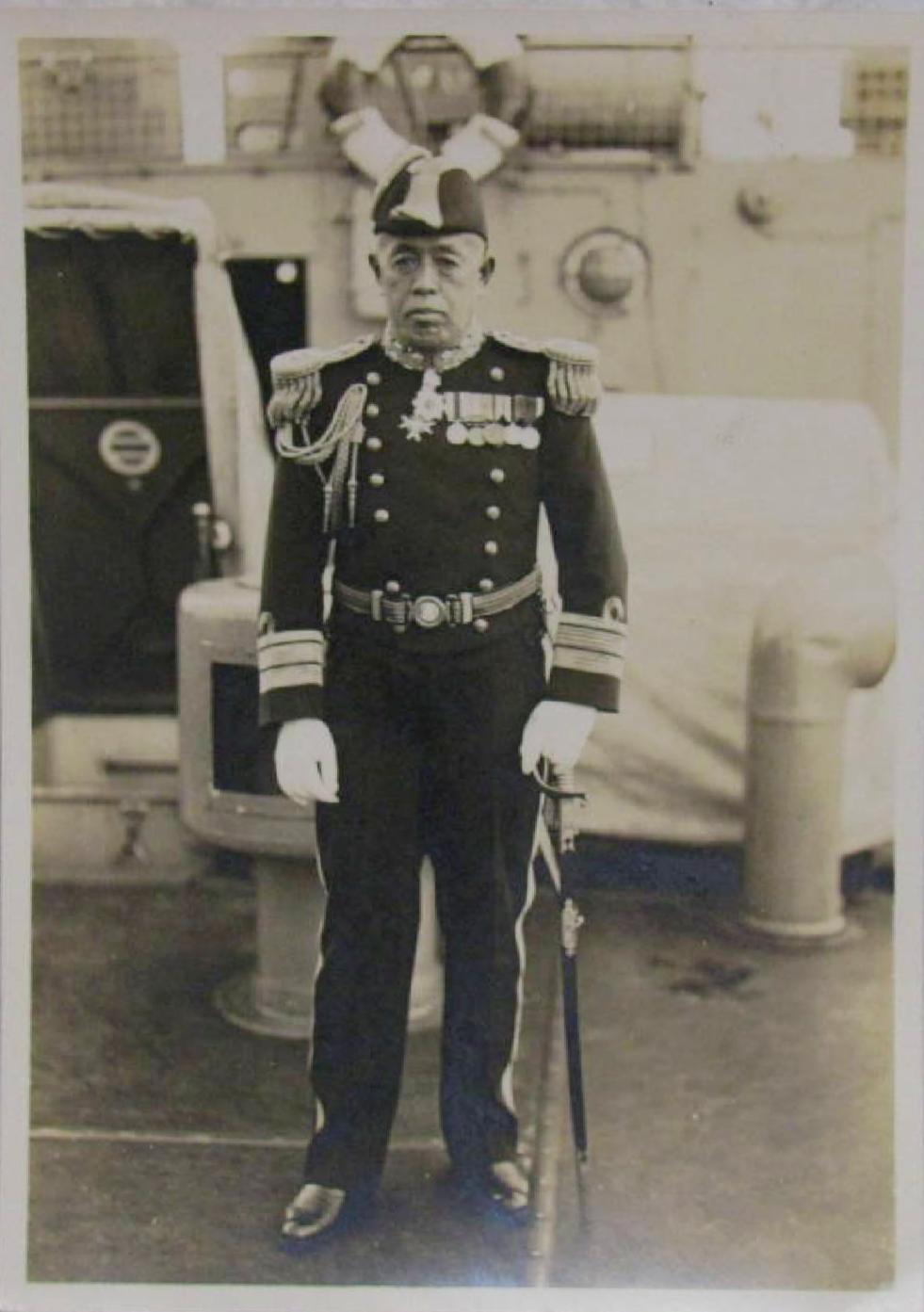
1935年11月に軽巡洋艦阿武隈船尾甲板で撮影された、正装姿の町田少将。

### 位階
- 1909年（明治42年）3月1日 - 正八位[5]
- 1914年（大正3年）1月30日 - 正七位[6]
- 1936年（昭和11年）3月29日 - 従四位[7]

### 勲章
- 1920年（大正9年）11月1日 -  勲四等旭日小綬章[8]
- 1928年（昭和3年）5月22日 -  勲三等瑞宝章[9]
- 1929年（昭和4年）9月5日 -  勲三等旭日中綬章[10]

### 記章&記念章
- 1909年（明治42年）6月1日 -  大韓帝国純宗南西巡幸記念章[11]

- 1920年（大正9年）11月1日 -  戦捷記章[8]
- 1920年（大正9年）11月1日 -   大正三年乃至九年戦役從軍記章[8]
- 1928年（昭和3年）11月16日 -  昭和大礼記念章
- 1934年（昭和9年）4月29日 -  昭和六年乃至九年事変従軍記章

## 親族
- 父 町田伸 （陸軍一等薬剤官・大阪共立薬学校初代校長）
- 妻 愛子
- 弟 町田哲二郎 （京都帝国大学機械工科卒業、ケンブリッジ大学機械工学博士 、日本空氣機械工業所代表者）、町田耕三郎（京都帝国大学機械工科卒業、日本空氣機械工業所・太空機械初代社長）
- 長男 町田正雄（海軍中尉、戦病死）
- 二男 町田忠雄（海軍少尉）